# Hola Airlines
Hola Airlines (Baleares Link Express SL) fue una aerolínea con bases en el Aeropuerto de Palma de Mallorca y en el Aeropuerto de Madrid-Barajas (España). Operó servicios chárter en Europa.

## Historia
La aerolínea se estableció en 2002 y empezó sus operaciones el 15 de mayo de 2002. Fue puesta en marcha por Mario Hidalgo, quien previamente empezó Air Europa Express, y fue entonces director general de Hola Airlines. En 2007, Gadair European Airlines adquiere el 51% del capital de la compañía por valor de 9 millones de euros directamente de su presidente, Santiago Sánchez Marín. La compañía se dedicaba básicamente a arrendar sus aviones a otros operadores bajo contratos ACMI. Algunos de sus principales clientes han sido Cubana de Aviación y Olympic Airlines.
El 16 de febrero de 2010, la compañía suspende vuelos y cierra.

## Flota
La flota de Hola Airlines estuvo formada por los siguientes aviones:
| Aeronaves      | Total | Introducido | Retirado | Matrículas                                      |
| -------------- | ----- | ----------- | -------- | ----------------------------------------------- |
| Boeing 737-300 | 6     | 2004        | 2009     | EC-IFV, EC-IOR, EC-JQX, EC-JTV, EC-KHI y EC-LCS |
| Boeing 737-400 | 3     | 2008        | 2010     | EC-KBO, EC-JSS y EC-LAV                         |
| Boeing 757-200 | 2     | 2003        | 2006     | EC-ISY y EC-JRT                                 |